# Carretera de la Unidad
La Carretera de la Unidad (en árabe, طريق الوحدة ṭarīq al-waḥda) es una carretera construida en Marruecos en el verano de 1957 uniendo las ciudades de Ketama y Taunat, que hasta la independencia del país, en 1956, habían pertenecido respectivamente a los territorios del protectorado español y el protectorado francés.

La carretera fue la primera gran obra pública del Marruecos independiente y tuvo un objetivo tanto utilitario como simbólico y político. No existían entre las antiguas zonas española y francesa más que dos carreteras que permitieran el paso de un lugar a otro: una en el extremo oeste del país, entre Suq al-Arba y Alcazarquivir, y otra en el otro extremo, que partía de la ciudad francesa de Berkán y llegaba hasta Melilla. De esta manera, quienes quisieran viajar entre poblaciones cercanas pero situadas en lados distintos de la frontera no tenían más remedio que desplazarse hasta uno de los dos pasos (lo que suponía cientos de kilómetros en el caso de los habitantes del Marruecos central) o bien arriesgarse al paso clandestino campo y monte a través. Como resultado de esto, los intercambios entre uno y otro lado eran muy escasos. 
En su dimensión simbólica y política, la iniciativa de su construcción partió de Mehdi Ben Barka, por entonces secretario ejecutivo del partido hegemónico del país, el Istiqlal, e influyente personalidad pública. Durante algunos años, antes de convertirse en opositor al régimen marroquí, Ben Barka trató de importar a Marruecos experiencias de trabajo colectivo de la juventud inspirado a los regímenes socialistas como Jugoslavia o China popular. La construcción de la carretera fue una escuela-taller en la que participaron varios miles de voluntarios dirigidos por la asociación Bunat al-Istiqlal («Constructores de la Independencia»). 
El 15 de junio de 1957 el rey Mohammed V hizo un llamamiento público en busca de voluntarios para la construcción de la carretera. Los trabajos comenzaron en julio y se prolongaron durante tres meses. Los voluntarios trabajaban durante un mes, en el transcurso del cual recibían formación técnica, cultural y militar. El número de voluntarios era de unos 4.000 en cada contingente mensual, lo que significa que en la obra trabajaron unas 12.000 personas.
El 17 de octubre de 1958, durante la Conferencia Nacional  de los “fundadores de la independencia” (Conférence National des Battiseurs de l’indépendance) Mehdi Ben Barka declara “hoy estamos frente a un potencial considerable al servicio del país. (…) El voluntariado de la juventud no se ha acabado: ¡está empezando! ¡Esta institución será la comuna rural! Los “Fundadores” deberán ser los animadores los más apasionados porque representarán la célula base que promoverá la revolución social, económica y cultural en todo el país.”
La carretera, que permitía por primera vez la comunicación fluida entre Fez y Alhucemas, tenía el siguiente recorrido: Taunat, Al-Jamis Zrizer, Imegden, Taunat al-Kshur, Ikauen, Bab Burfud, Suq at-Tlata y Ketama.

## El proyecto
El 6 de junio de 1957 Mehdi Ben Barka presenta al Rey Mohammed V el Proyecto de la Carretera de la Unidad. El proyecto, afirma Ben Barka, "se ubica en el cuadro de la campaña de movilización de las fuerzas vivas del país para la construcción de su independencia". El proyecto preveía una carretera de sesenta kilómetros entre Tounate en el noroeste de Marruecos hasta Ketama en el noreste. 
Según Ben Barka, con el entusiasmo del pueblo los trabajos de la carretera se habrían prolongado por solo tres meses, mientras que un trabajo en condiciones normales habría requerido más de un año. De hecho, el tiempo jugaba un papel fundamental: se trataba de una carrera contrarreloj para demostrar la eficacia de la juventud marroquí y sus capacidades constructivas.
Del trabajo para su construcción se habría formado una nueva generación de jóvenes que habría compartido el sentimiento independentista para la reconstrucción del país. Así estos sentimientos se iban a crear alrededor de los temas simbólicos de la unidad y de la movilización para la construcción de la independencia y con la ayuda de los ministerios.

## Las obras
Según el proyecto, los voluntarios formaban cinco grupos y cada uno tenía su proprio instructor. Cada grupo se subdividía en dos Tentes (“tiendas”) y tres equipos. Tentes y equipos elegían su propio jefe. Entre los voluntarios y las autoridades había mucha colaboración. Además, para garantizar la seguridad y la disciplina, una comisión de disciplina formada por el jefe de la obra, los instructores y los jefes de tiendas, se reunía para cada necesidad y eventualmente para emitir sanciones. Las Fuerzas Armadas Reales contribuyeron a la parte material del trabajo: transportes, provisiones y conexiones. Un destacamento garantizaba la instrucción militar de los voluntarios. Así, de la relación de los militares con la clase popular nacieron amistades.

### Servicio de sanidad
Antes del comienzo de las obras de la Carretera, los servicios de la Prevención Médica habían hecho el trazado de la Carretera a pie para el censo de los puntos de agua, la evaluación del caudal del manantial y los análisis bacteriológicos indispensables. El fondo del valle del Rif donde se estancaba el agua estaba lleno de semilleros de malaria y un trabajo de saneamiento era necesario antes de que los trabajadores se expusieran a esos peligros que podían ser fatales para el éxito del proyecto. Cada grupo de 250 personas compartían un campo y cada uno disponía de agua potable en cantidad suficiente. Además, los campos estaban protegidos de la malaria y constaban de instalaciones sanitarias indispensables para proteger a los trabajadores de cualquier contaminación. Antes de que llegaran los 4000 trabajadores cada mes, ellos debían hacer dos visitas médicas, una en su lugar de origen y otra a su llegada en el lugar del agrupamiento, para asegurar su buena salud y su fuerza. En el intento de asegurar los controles sanitarios, los médicos marroquíes han desempeñado un papel fundamental por su ayuda en el proyecto nacional. Una vez haber instalado las obras, hacía falta dotar cada campo de locales, personal, material y medicamentos, en cantidad suficiente para las necesidades de los trabajadores. Así, tres médicos permanecieron en la Carretera durante los tres meses de la duración de las obras y cada campo disponía de un enfermero altamente cualificado que aseguraba los pequeños tratamientos. Además, en la Carretera fueron instalados tres hospitales bajo tienda.

### Resultados
Durante las obras hubo solo dos accidentes entre los trabajadores: uno mortal durante el transporte de los trabajadores hacia el campo. El segundo ha sido una fractura de la columna vertebral de un trabajador que se salvó. A pesar de esto, el beneficio más grande que se ha sacado de la Carretera para la Sanidad Pública ha sido el trabajo de educación sanitaria que este proyecto ha podido realizar con  los trabajadores, que les han despertado de las nociones de higiene y a los que se ha dado el hábito de la consulta médica regular. Otro beneficio ha sido sacado del mismo hecho de la Carretera que, con su equipo sanitario, cruzó un país que nunca había conocido la medicina moderna y que, por primera vez, entró en contacto con los médicos, los enfermeros y las medicinas. En particular, hay que señalar que dos enfermerías han sido construidas en ocasión de la Carretera de la Unidad, en los lugares más poblados de aquella región. 

## Las conferencias
El proyecto de la construcción de la Carretera de la Unidad ha recibido desde el principio una orientación esencialmente formativa. Lejos de constituir una simple obra de lucha contra el desempleo, los campos tenían que ser una verdadera escuela para el nuevo Marruecos. Con ese fin, se dedicaban cinco horas y media de la mañana a los trabajos de construcción, el mediodía y la mayor parte de la tarde a la educación de los trabajadores y al desarrollo de sus facultades, tanto físicas como intelectuales y morales. Claramente definido del principio, el programa educativo se dirigía a la formación de jóvenes monitores al servicio de la nación y de su desarrollo económico y social para la movilización de todas sus energías.
A este respecto, la elección de las conferencias recuperadas por los instructores formados a la École des Cadres es significativa. Una primera serie de conferencias sitúa a los voluntarios y su trabajo en un cuadro nacional. Esta serie insiste en la urgencia de poner el país a trabajar para recuperar el retraso que sufre en ámbito económico, social y cultural, debido a unos largos siglos de aislamiento, a la política de explotación y de oscurantismo que ha realizado el gobierno del Protectorado. La segunda serie de conferencias aclaró los derechos y deberes de los ciudadanos y puso en claro la necesidad de conocer la noción de Estado moderno y sus instituciones para reconocer el esfuerzo que el gobierno realiza para su modernización. La última serie de conferencias se enfocaba en la importancia de la misión que estaban realizando los voluntarios. Este programa se dirigía, entonces, a una juventud nueva, instruida y determinada en la construcción de la nueva nación.
Al principio de julio 1957, durante el período de la celebración del Aid el-Kebir, los trabajadores, tras las donaciones por los habitantes del pueblo, propusieron usarlas para crear algo que al pueblo podría beneficiar. Entonces realizaron una colecta de más de medio millón de francos que fue destinada a la construcción de una escuela y de un internado en el pueblo. Así, haciéndose mensajeros del nuevo sentimiento nacional, pudieron dar la oportunidad de una instrucción a los niños de Ketama.